# Juniorvärldsmästerskapen i alpin skidsport 1994
Juniorvärldsmästerskapen i alpin skidsport 1994 avgjordes i Lake Placid i USA under perioden 7-14 mars 1994 och var det trettonde världsmästerskapet för juniorer.

## Medaljfördelning
| Placering | Nation    | Guld | Silver | Brons | Totalt |
| 1         | Frankrike | 5    | 0      | 1     | 6      |
| 2         | Kanada    | 3    | 1      | 2     | 6      |
| 3         | Tyskland  | 2    | 2      | 2     | 6      |
| 4         | Österrike | 0    | 3      | 2     | 5      |
| 5         | Ryssland  | 0    | 2      | 0     | 2      |
| 6         | USA       | 0    | 1      | 1     | 2      |
| 7         | Schweiz   | 0    | 1      | 0     | 1      |
| 8         | Italien   | 0    | 0      | 1     | 1      |
| 8         | Norge     | 0    | 0      | 1     | 1      |
|           | Totalt    | 10   | 10     | 10    | 30     |

## Resultat Damer
| Datum        | Plats            | Disciplin   | Guld            | Silver          | Brons           |
| 9 mars 1994  | Lake Placid, USA | Störtlopp   | Mélanie Suchet  | Annemarie Gerg  | Mélanie Turgeon |
| 11 mars 1994 | Lake Placid, USA | Super-G     | Hilde Gerg      | Mélanie Turgeon | Annemarie Gerg  |
| 13 mars 1994 | Lake Placid, USA | Storslalom  | Mélanie Turgeon | Karin Roten     | Barbara Raggl   |
| 14 mars 1994 | Lake Placid, USA | Slalom      | Laure Pequegnot | Barbara Raggl   | Mélanie Turgeon |
| 14 mars 1994 | Lake Placid, USA | Kombination | Mélanie Turgeon | Barbara Raggl   | Sibylle Brauner |

## Resultat Herrar
| Datum        | Plats            | Disciplin   | Guld               | Silver               | Brons              |
| 7 mars 1994  | Lake Placid, USA | Störtlopp   | Kevin Wert         | Vasilij Bezsmelnizin | Jason Rosener      |
| 11 mars 1994 | Lake Placid, USA | Super-G     | Benjamin Melquiond | Andrej Filischkin    | Frédéric Covili    |
| 13 mars 1994 | Lake Placid, USA | Storslalom  | Stefan Stankalla   | Christian Pichler    | Hans Petter Buraas |
| 14 mars 1994 | Lake Placid, USA | Slalom      | Frédéric Covili    | Chip Knight          | Christian Hutter   |
| 14 mars 1994 | Lake Placid, USA | Kombination | Frédéric Covili    | Andreas Ertl         | Giorgio Rocca      |